# Plage de Nhât Lê
La plage de Nhât Lê est une belle plage de Dong Hoi, chef-lieu de la province de Quảng Bình, Viêt Nam. Le sable y est très blanc et l'eau propre.
La plage est située à l'embouchure du Nhât Lê dans la Mer de Chine méridionale. Il y a une villégiature de 4 étoiles pour servir les touristes à côte de la plage.